# 統計多重化
統計多重化（英: Statistical multiplexing）とは、伝送路を複数の通信で共有する多重化方法の一つで、動的帯域割当 (DBA)とよく似た方法である。統計多重化では伝送路は任意数の可変ビットレートのチャネルないしはデータストリームに分割される。
通信経路の共有は、各チャネルを介して転送されるデータストリームによる瞬間的なトラフィックの要求に対応できる。これは、固定幅で共有された伝送路を作成する一般的な時分割多重化や周波数分割多重化のような方法とは対照的である。正しく伝送路の共有が行われた場合、統計多重化は伝送路の利用率を向上させることができ、これを「統計多重化利得」、「統計多重効果」と呼ぶ。
統計多重化は、何といってもコンピュータネットワークにおけるパケット通信で使用されるパケットモードあるいはパケット指向の通信で行われる。各ストリームは通例先勝ちで非同期に転送されるパケットに分割される。また、パケットをストリーム間で平等に、または優先付けしたり、QoSを保証したりといった目的のために、何らかのスケジューリング方法に基づいて転送される。
たとえば電波のチャンネルといったアナログの伝送路の統計多重化も、下記のような方法で実施されている。
- 乱数を用いた周波数ホッピングによる直交周波数分割多重接続(RFH-OFDMA)
- 符号分割多元接続 (CDMA)  : 異なるユーザーに異なる量の変調コードを割り当てる

統計多重化はあらかじめ各ストリームに資源を割り当てるのではなく、要求に応じて資源を提供する方法である。統計多重化の考え方は、ユーザーのデータ転送を制限するものではない。

## 静的な時分割多重化との比較
時間領域での統計多重化（パケット指向通信）は、時分割多重化 (TDM) と似ているが、データストリームを各 TDM フレームの同じタイムスロットに割り当てるのではなく、
各データストリームが固定長のタイムスロットないしはデータフレームに割り当てられた後
乱数的な順序でスケジュールされ、遅延が変化する（TDM では遅延が固定である)という点が異なる。
統計多重化では、バンド幅を任意数のチャンネルに対して自由に分割することができる（TDM ではチャンネル数とデータレートは固定である)。
TDM ではスロットが無駄になることがあるが、統計多重化では、スロットが無駄にならないことを保証する。伝送路の容量は、通信するパケットのあるユーザーによってのみ使用される。
静的 TDM などの回路のスイッチによる多重化方法は OSI参照モデルおよびTCP/IP の物理層で行われるが、統計多重化はデータリンク層以上で行われる。

## チャンネルの識別
統計多重化では、各パケットないしフレームがチャンネルやデータストリームを識別する番号か（パケット通信の場合）完全な宛先情報を保持する。

## 使用例
統計多重化の使用例を下に挙げる。
- デジタルテレビ放送の伝送に用いられる トランスポートストリーム : 統計多重化は、複数の異なるデータレートの映像、音声、データストリームをバンド幅が限定されたチャンネルで伝送できるようにするために使用される。(#統計マルチプレクサ参照)パケットは固定長であり、チャンネル番号は Program ID (PID) を示す。
- UDP と TCP では、複数のアプリケーションプロセスのデータストリームが多重化される。パケットは可変長である。ポート番号 (およびアドレス情報) がチャンネルを識別する番号となる。
- X.25 およびフレームリレーによるパケット交換プロトコルでは、パケットは可変長であり、チャンネル番号は仮想コネクション識別子 (VCI) を示す。X.25 プロトコルスタック を用いる X.25 プロバイダの国際的な集まりは、1980年代から1990年代初頭にかけて「パケット交換ネットワーク」として知られた。
- Asynchronous Transfer Mode パケット交換プロトコル: 固定長パケットをもち、仮想コネクション識別子 (VCI) と仮想パス識別子 (VPI) がチャンネルを識別する番号となる。

## 統計マルチプレクサ
デジタル映像/音声放送の分野では、統計多重化は複数の可変ビットレートのストリームやサービス間で固定バンド幅のプールを共有することで、放送局が非常に多数の映像・音声のサービスを与えられたバンド幅で提供することを可能するための集約化の手段である。
マルチプレクサは各サービスに対して、複雑なシーンが単純なシーンより広いバンド幅を確保できるよう割り当てを行う。バンド幅を共有する技術によって、最小の合計のバンド幅で最大の映像品質を生み出すことができる。